# 금붕어 삼키기
금붕어 삼키기는 미국 대학생 사이에서 유행한 놀이이다. 1939년에 하버드 대학교 신입생이던 로드롭 위딩턴 2세(Lothrop Withington Jr.)가 처음 시작했다. 친구들과 대화 도중 예전에 산 금붕어를 먹은 적이 있다고 하자, 친구들이 그에게 실제로 해보면 10달러를 주겠다고 제안했다. 제안을 받아들였을 뿐 아니라, 위딩턴은 시간과 장소를 정하고 학생들한테도 소문을 내달라고 했다.
1939년 3월 3일, 학생회관 식당에 몰려든 구경꾼들 앞에서 위딩턴은 그릇에 담긴 8센티미터 정도 되는 금붕어를 고개를 뒤로 젖힌 채 입에 넣고 몇 번 씹은 다음 통째로 삼켰다. 약속한 10달러는 물론 받았다. 위딩턴은 양치를 하기 위해 주머니에서 칫솔을 꺼냈고, "삼키는 동안 비늘이 목을 찔렀다"는 말을 했다. 나머지 1학년 학생들은 그 자리에 앉아서 식사를 했는데, 그날 메뉴는 구운 생선과 타타르 소스를 곁들인 필레였다고 한다.
위딩튼의 기묘한 소문은 삽시간에 퍼졌고, 3주 뒤 펜실베이니아주 랭카셔의 프랭클린 앤드 마셜 칼리지(Franklin and Marshall College)의 대학생 프랭크 호프 2세(Frank Hope Jr.)는 금붕어 세 마리를 한 번에 삼켰다. 먹는 과정에서 소금과 후추를 곁들이기는 했지만, 프랭크 호프는 전혀 씹지 않고 단번에 삼켰다. 이 기록은 24시간도 지나지 않아서 깨졌는데, 같은 대학교 학생 조지 랍(George Rabb)이 한 번에 여섯 마리를 삼켰기 때문이다.
이로 인해 두 학교 간의 경쟁이 생겼고, 하버드 대학생이던 어빙 클라크 2세(Irving Clark Jr.)가 24마리나 한꺼번에 삼키면서 다시 역전에 성공했다. 2주도 지나지 않아 이 유행은 다른 학교에도 퍼졌다. 펜실배니아 대학교의 길버트 홀랜더스키(Gilbert Hollandersky)가 25마리를 삼킨 이후에는 거의 매일 신기록이 쏟아졌다. 미시간 대학의 줄리어스 아이스너(Julius Aisner)가 29마리를 삼켰지만, 올브라이트 칼리지(Albright College)의 미식축구팀 주장 마이클 보너(Michael Bonner)는 35마리를 삼켰다. MIT의 졸업반 학생이던 알버트 헤이즈(Albert Hayes)는 42마리나 삼켰다.
마침내 매사추세츠 주에서는 법률을 만들어서 '생선을 잔인하고 무자비하게 섭취하는 행위'를 금지하려고 했다. 의사들은 물고기를 날로 먹으면 조충과 같은 기생충의 위험이 있으며, 빈혈이 생길 수도 있다고 경고했다.
1970년대 금붕어 삼키기 챔피언은 한번에 300마리 이상의 금붕어를 삼켰다. 그 이후에는 이 유행현상이 시들해져서 이제는 아무도 금붕어 삼키기에 도전하지 않는다.